# جون لان بيل
جون لان بيل هو رياضياتي وفيلسوف كندي، ولد في 25 مارس 1945.